# Serie alélica
Una serie alélica es un conjunto de genotipos diferentes, o alelos, para un gen determinado. Habitualmente cada alelo de la serie alélica da lugar a un fenotipo diferente, lo que permite definirlo y, por tanto, separarlo de los otros. Por ejemplo, puede existir el alelo que directamente conduzca a la ausencia de fenotipo para el gen en concreto: este alelo extremo recibe el nombre de alelo nulo. La serie alélica posee variantes con distinto grado de afectación en la producción del fenotipo silvestre, como los alelos hipomorfos, con una expresión fenotípica reducida.